# Karla Prokšová
Karla Prokšová (provdaná Geussová) (18. září 1885 Bohušice – 7. května 1971 Praha) byla česká prozaička a dramatička, témata čerpala především z Hané.

## Život
Narodila se v Bohušicích, v rodině láníka Františka Prokeše a jeho manželky Kateřiny, rozené Doležalové. Do měšťanské školy chodila v Moravských Budějovicích. V té době bydlela u svých prarodičů v Lukově. Osobně se znala s básníkem Otokarem Březinou, který žil od roku 1901 v nedalekých Jaroměřicích nad Rokytnou.
Dne 15. listopadu 1909 se Karla Prokšová provdala v Jaroměřicích nad Rokytnou za vdovce Artura Geusse (1881–??), úředníka úřadu pro vyměřování poplatků v Praze. První manželka Artura Geusse zemřela 20. března 1909. Z prvního manželství měl Artur Geuss dceru Marii (1903–??) a syna Artura (1904–??). Karle Prokšové-Geussové se v manželství narodil syn Arnošt (1910–??). V roce 1921 bylo její manželství prohlášeno za rozloučené.
Spisovatelské dráze se věnovala od počátku 20. let dvacátého století, kdy ji k ní přivedl tehdejší redaktor deníku Venkov Petr Fingal (1889–1940). V té době žila především z honorářů za své příspěvky, které uplatňovala především v periodikách spjatých s agrární stranou.
Je pohřbena na pražském hřbitově Malvazinky.

## Zajímavost
Přestože otcovo příjmení bylo Prokeš a spisovatelka sama byla v úředních dokumentech (matrika oddaných, soupis pražských obyvatel) zapsána jako Prokešová, svá díla vydávala důsledně pod příjmením Prokšová či Prokšová-Geussová.

## Dílo
Karlu Prokšovou většinou inspiroval hanácký venkov, který byl protikladem ke zkaženosti velkoměsta. Předválečná krititika přijímala její díla spíše vlažně; ve své době ale byla oblíbená a to jak její tvorba pro dospělé, tak divadelní hry pro děti. Jazykově využívala tzv. horácké nářečí svého rodiště, které patří do podskupiny hanáckých (středomoravských) nářečí.

### Příspěvky do denního tisku a časopisů
Do periodik přispívala Karla Prokšová ve 20. a 30. letech 20. století. Jednalo se o povídky, ale i romány na pokračování.

### Próza (knižní vydání)
- Povídky z vesnického života (Holešov, Tuček, 1925)
- Rézini ženiši (román z jihozápadní Moravy, Olomouc, R. Promberger, 1925)
- Slaboši (román, Praha, Pražská akciová tiskárna, 1925)[12]
- Pro lepší osud (román, Praha, Českomoravské podniky tiskařské a vydavatelské, 1929 a 1930)
- Pro selský lán (Román, Praha, Družstevní noviny, 1938)

### Divadelní hry
- Rarášek (Veselá pohádka o 4 dějstvích, Praha, Fr. Švejda, 1924? a 1930)
- Blud (Hra o čtyřech dějstvích, Praha, Fr. Švejda, 1928 a 1935?)
- Me sme me! (Veselohra o 4 jednáních, Praha, Fr. Švejda, 1928 a 1935?)
- Ježíškův posel (Dětská vánoční hra o 3 dějstvích, Praha, Fr. Švejda, 1930?)
- Nevěsta s dukáty Veselohra o čtyřech jednáních, V Praze, Fr. Švejda, 1934)

### Posmrtné vydání
- Rézini ženiši (román z jihozápadní Moravy, uspořádal a k vydání připravil Pavel Kryštof Novák, Třebíč, Akcent, 2001)